# San Javier (Urugwaj)
San Javier – miasto w Urugwaju, w departamencie Río Negro.